# Fred W. Friendly
Fred W. Friendly (* 30. Oktober 1915 in New York, NY; † 3. März 1998 ebenda; eigentlich Ferdinand Friendly Wachenheimer) war der Schöpfer von See It Now und der ehemalige Präsident von CBS News.

## Leben
Er war der Sohn einer jüdischen Familie in New York und erhielt den Namen Ferdinand Friendly Wachenheimer. Er machte einen Abschluss auf dem Nichols Business College und fing in den 1930er Jahren an, für kleine Radiosender zu arbeiten. Zu dieser Zeit änderte er seinen Namen in Friendly.

### Erste Erfahrungen als Produzent
In den 1940er Jahren machte er dann seine erste Erfahrungen als Radioproduzent. In dieser Funktion traf er das erste Mal auf Ed Murrow, mit dem er ein Album aufnahm, das I Can Hear It Now hieß.

### Zeit bei NBC
Obwohl er sich bei CBS einen Namen gemacht hatte, arbeitete als Nächstes als Nachrichtenproduzent für NBC. Bei NBC kam er auch auf die Idee eine nachrichtenorientierte Quizsendung zu produzieren. Diese Sendung nannte er Who said that (Wer hat das gesagt) und wurde geleitet von dem NBC Nachrichtensprecher Robert Trout. 1950 produzierte er dann die NBC-Radioserie The Quick and the Dead (Die Schnellen und die Toten), in der es über die Entwicklung und den Bau der Atombombe ging. Schreiber dieser Serie war Bill Lawrence, der am Manhattan-Projekt teilgenommen hat.

### See It Now
Nach seinem großen Erfolg mit The Quick and the Dead, arbeitete er wieder für CBS und produzierte zusammen mit Murrow eine Radiosendung, die inspiriert war von dem Album I Can Hear It Now. Diese Radiosendung namens Hear It Now (Hör es jetzt) verwandelte sich am 18. November zu der Fernsehsendung See It Now (Sieh es jetzt).

### Andere Projekte
Nachdem 1958 die letzte Sendung von See It Now lief, arbeitete er an vielen anderen Fernsehprojekten mit. Er machte die CBS Nachrichten als Produzent und Murrow war Sprecher dieser Sendung. Außerdem produzierte er etliche Dokumentationen für CBS, wie Who Speaks for Birmingham? (Wer spricht für Birmingham) Birth Control and the Law (Geburtenkontrolle und das Gesetz) und The Business of Heroin (Das Geschäft mit Heroin).

### Rückzug von CBS
1966 zog sich Friendly von CBS zurück, nachdem der Sender eine Folge der Serie I love Lucy (Ich liebe Lucy) anstatt der Anhörung des Senates zum Vietnamkrieg brachte.

### Weitere Projekte
Nachdem er CBS verlassen hatte, arbeitete er für die Ford Foundation, eine Organisation die Projekten zur Unterstützung der Demokratie finanziell hilft. Außerdem hielt er Seminare und unterrichtete auf Universitäten und spielte eine wichtige Rolle beim Aufbau des PBS-Netzwerks. Er war auch der Autor mehrere Bücher, unter anderem The Good Guys, The Bad Guys and The First Amendment (Die Guten, die Bösen und der Erste (Verfassungs-)Zusatz).

## Film
- In dem Kinofilm Good Night, and Good Luck wird Friendly von George Clooney porträtiert und die Entwicklung bzw. Produktion von See It Now dargestellt.